# Rhynchoconger nitens
Rhynchoconger nitens is een  straalvinnige vissensoort uit de familie van zeepalingen (Congridae). De wetenschappelijke naam van de soort is voor het eerst geldig gepubliceerd in 1890 door Jordan & Bollman; zij gaven er aanvankelijk de naam Ophisoma nitens aan.

De soort staat op de Rode Lijst van de IUCN als niet bedreigd, beoordelingsjaar 2007.